# اکو (شرکت)
اکو اس‌کو ای/اس (به دانمارکی: ECCO Sko A/S)، یک شرکت تولید کفش در دانمارک است.
این شرکت که در سال ۱۹۶۳ تأسیس شده‌است، محصولات خود را در ۱۱۰۰ فروشگاه در بیش از ۹۰ کشور در آسیا، اروپا، کانادا و ایالات متحده آمریکا عرضه می‌کند.

## نگارخانه

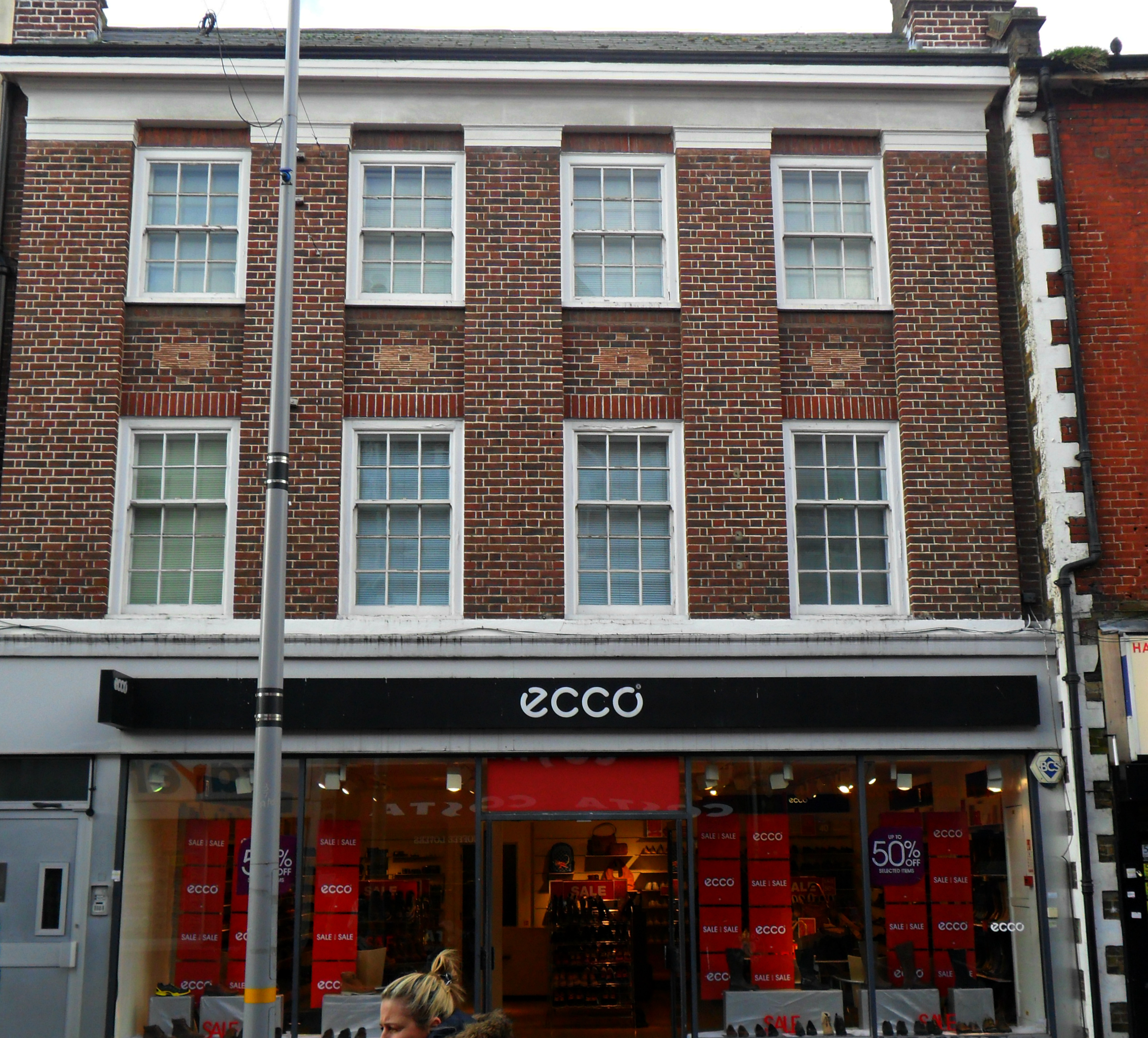
فروشگاه اکو در ساتن، لندن
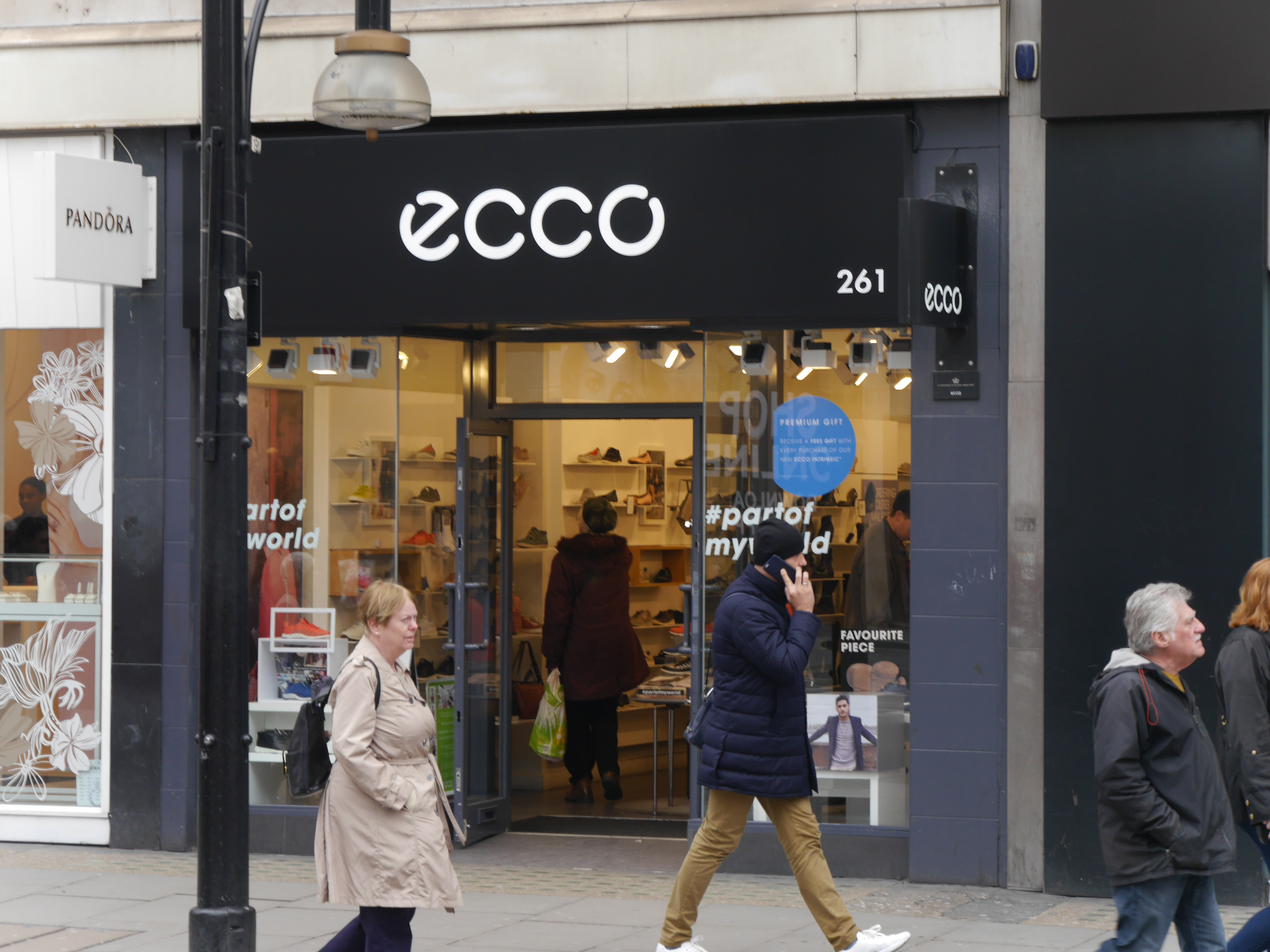
فروشگاه اکو در خیابان آکسفورد لندن
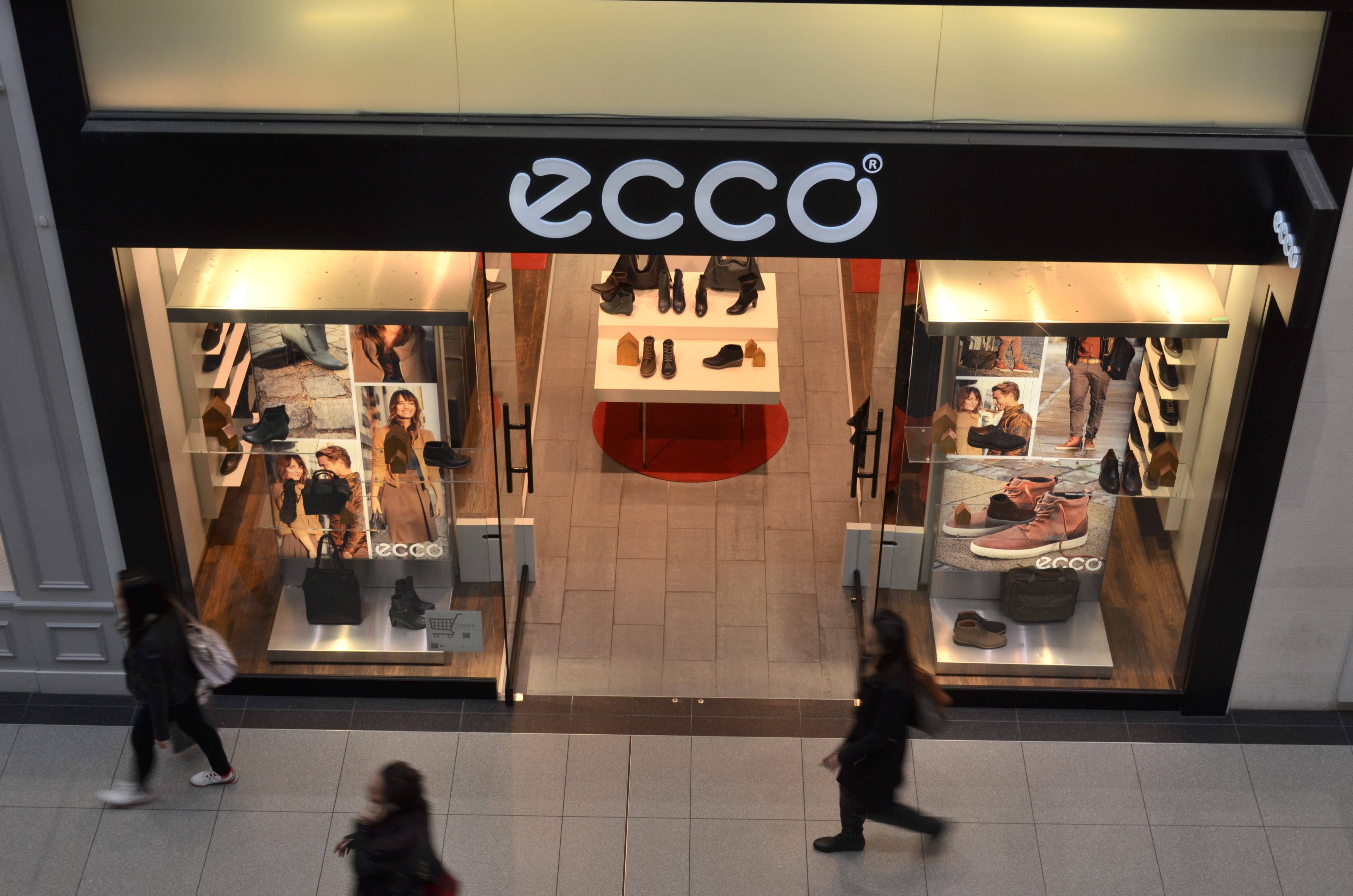
فروشگاه اکو در تورنتو
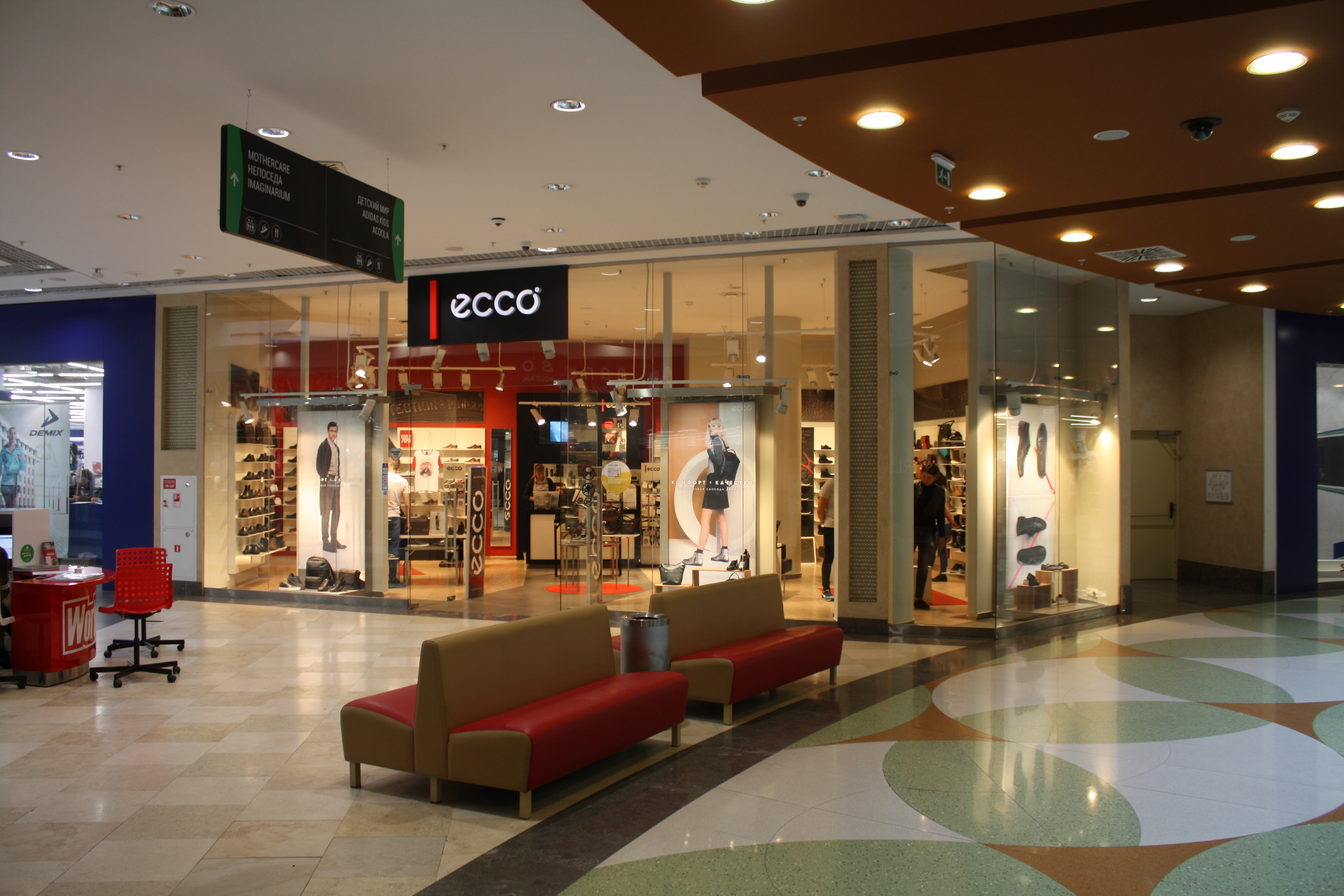
فروشگاه اکو در نووسیبیرسک
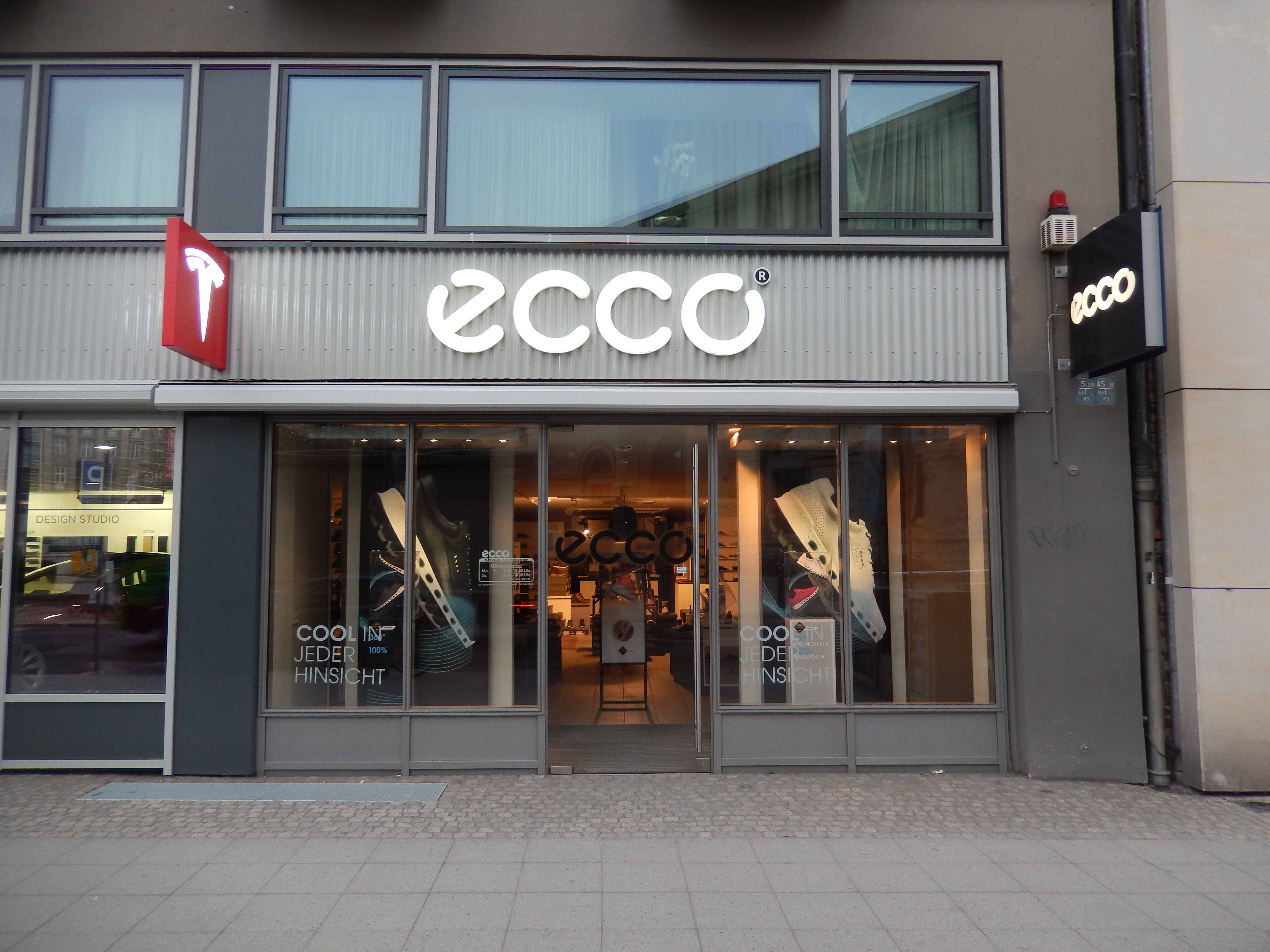
فروشگاه اکو در هانوفر
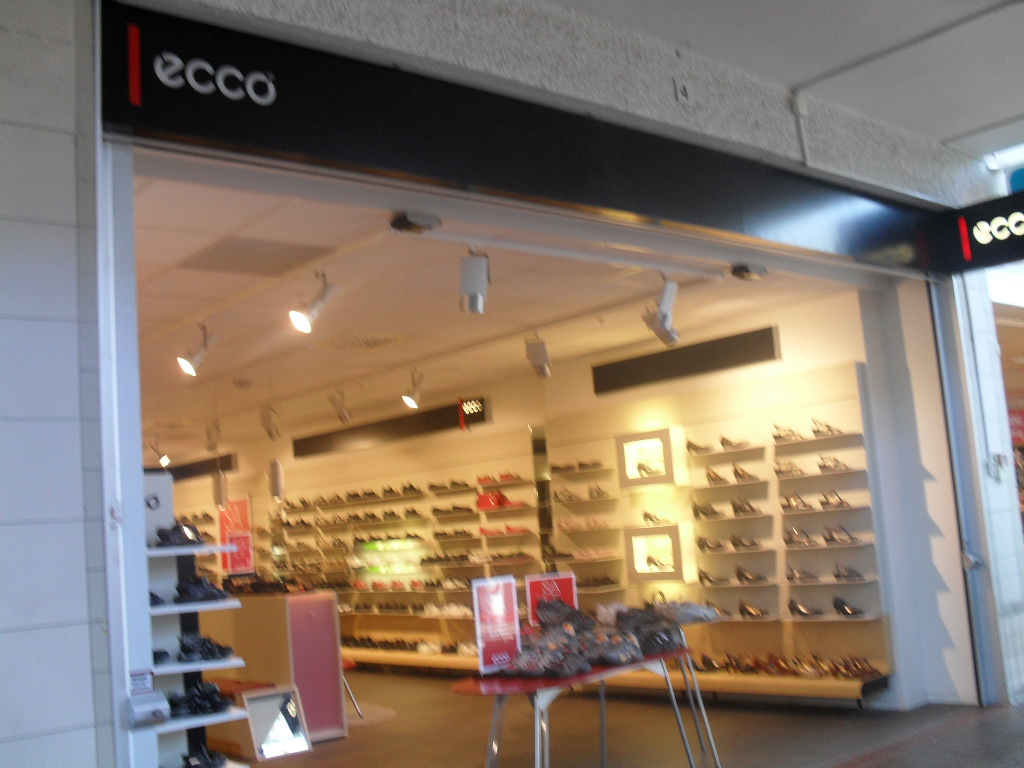
فروشگاه اکو در منطقه بولمورا استکهلم